# David Barrufet i Bofill
David Barrufet i Bofill (Barcelona, 4. lipnja 1970.) je španjolski rukometaš. Igra na poziciji vratara. Španjolski je reprezentativac.  Trenutačno igra za španjolski klub Barcelonu.
Osvajač je brončane medalje na Olimpijskim igrama u Pekingu 2008. i Olimpijskim igrama u Sydneyu 2000., zlata na svjetskom prvenstvu 2005., srebra na europskom prvenstvu 2006. i brojnih klupskih naslova.